# DearS
DearS (ディアーズ, Diazu) és un manga de comèdia romàntica escrita pel duo de mangakes PEACH-PIT, publicada mensualment a la revista shōnen Dengeki Comic Gao!. Una sèrie d'anime de 12 episodis basada en el manga fou transmesa del 10/07/2004 al 6/09/2004. El DVD de la sèrie conté a més un episodi addicional titulat "9.5" (que té lloc entre els episodis 9 i 10) per un total de 13 episodis.

## Història
Fa un any que un ovni tripulat per membres de l'espècie DearS (una raça extraterrestre amb una aparença humana) realitzen un aterratge d'emergència en la Terra. I des de llavors la vida de Takeya Ikuhara, un típic estudiant de secundària al Japó, i Neneko Izumi, la seua amiga de la infància, es complica per l'arribada de Ren i altres DearS a la seua ciutat.
La nau dels DearS que significa "Benvolguts Amics” posseeix càpsules contenidores de DearS que han estat genèticament dissenyats per a ser esclaus, per la qual cosa no va haver-hi investigacions humanes en la zona de l'impacte de la nau. Els Dears, sent éssers molt intel·ligents, no donen a conèixer als éssers humans l'existència d'aquests "esclaus", perquè en la Terra ja no es practica l'esclavitud. En lloc d'això, col·loquen a tots els DearS en programes d'intercanvi d'estudiants, amb l'objectiu d'integrar-los a la societat humana. Cada DearS està programat per a servir a una persona, qui es converteix en el seu "Amo". I ja que la felicitat dels DearS radica en el servei al seu amo, cerquen amb afany poder complir.

Una càpsula que conté un DearS defectuós s'extravia, fent que aquest ésser tinga contacte amb la societat. Aquest DearS és funcional, però manca dels coneixements bàsics sobre els humans que tots els altres DearS van aprendre després de la "Cerimònia", quan els DearS es van donar a conèixer als humans. El seu nom d'acord amb la comunitat DearS és: "Ren Ren Ren Nagusaran Rensia Roroonren Nakora", un model defectuós, i per això els Dears li van donar els 3 prefixs Ren al seu nom, ja que d'acord amb el llenguatge DearS, el terme "Ren" significa "no-res" o "zero." Takeya salva a Ren de davant d'un camió en marxa, pel que ella es converteix en la seua esclava. La resta de la història s'enfoca en el caos que resulta l'escape de Ren i la seua estada amb Takeya, ja que lady Ruvy, unia DearS d'alta jerarquia, busca tornar-la a la nau. Però deté la seua recerca i permet que ambdós, Ren i Takeya, visquen junts, ja que s'adona que ells posseeixen el llegendari "regal".